# イサーク・ガルベス
イサーク・ガルベス・ロペス（Isaac Gálvez López, 1975年5月20日 - 2006年11月26日）は、スペインの自転車トラックレース・ロードレースの元選手。カタルーニャ州、ビラノバ・イ・ラ・ジャルトル出身。UCIプロツアーでは、ケルメ・コスタブランカ（2000年〜2003年）とケス・デパーニュ・イリュスバレアレス（2004年〜2006年）に所属していた。
ロードレースではスプリンターとしてクラシカ・デ・アルメリアの優勝やチャレンジ・シクリスタ・マヨルカの内のトロフェオ・マナコルで1度、トロフェオ・マヨルカでも2度優勝するなど通算10勝を挙げている。
しかし、グランツールには通算5度出場してステージ2位が4度、3位が1度と勝利に恵まれなかった。
トラックレースではホアン・リャネラスとのコンビで世界自転車選手権のマディソンを2回制覇している。
しかし、2006年11月26日のベルギーのヘント6日間レースでもリャネラスとコンビを組んで出場したが、ディミトリ・デファウと衝突し、そのはずみで柵に衝突し死亡した。なおこの事故によりこの年のヘント6日間レースはその後中止となった。
デファウはこの事故のショックで鬱状態に陥り、2009年に自殺している。